# 百麗國際
百麗國際（港交所除牌前1880.HK、美國場外交易市場除牌前BELLY.OB），在1991年由鄧耀於深圳（總部）成立。主要業務是零售及批發鞋類及運動服飾，主要品牌為Belle百丽、Staccato思加图、Teenmix天美意、Tata他她、Fato伐拓及JipiJapa、Millie's（妙丽），而两个品牌则特许予本集团使用（Joy & Peace真美诗及Bata）。

## 历史
2007年5月23日，百麗國際在香港交易所掛牌上市，當時招股定價6.2港元。
2008年2月百麗國際提出以逾15億元全面收購美麗寶。
2010年9月6日，百麗國際獲納入恆生指數成份股（藍籌股）。
2013年8月5日，百麗國際與鼎暉霓裳及CLSA Sunrise Capital, LP訂立購股協議，斥7.33億元購入擁有「moussy」及「SLY」等多個品牌的日本服裝集團Baroque（巴羅克）31.96%股權，再投資1.9億元成立合營公司攻中國市場。
2013年9月8日，百麗國際將以最多現金代價7億元人民幣（約8.8億港元）收購經營「聖伽步」「SKAP」品牌的鞋類和皮具產品業務龍浩天地全部已發行股本。
百麗國際的股份市值在2013年到達高峰，一度超過1,500億港元。
2017年4月28日，高瓴资本集团聯手鼎暉投資及及百麗國際控股有限公司的執行董事于武先生和盛放先生組成的財團以每股6.3港元現金，較停牌前收市價5.27元溢價19.54%，提出私有化百麗國際，涉資453.11億港元。交易完成後，高瓴资本集团將持有百麗56.81%；鼎暉投資將持有12.06%；包括于武及盛放在內的參與建議的管理層，將合共持有其餘31.13%。2017年7月17日，百麗國際舉行法院會議及股東特別大會，通過私有化建議。
2019年9月26日，百麗國際分拆旗下運動用品業務滔搏國際將發行9.3018億股，每股招股價8.5元，集資淨額約76.221億港元，10月10日在港交所上市，截至2019年2月28日，滔搏國際在中國共有8343家直營門店，市場份額達15.9%，是中國最大的運動鞋服零售商，總收入325.6億元人民幣，年度利潤為21.99億元人民幣。
2022年3月16日，百麗國際旗下中國最大的時尚鞋履和服飾品牌百麗時尚今天向聯交所遞交上市申請。

## 品牌

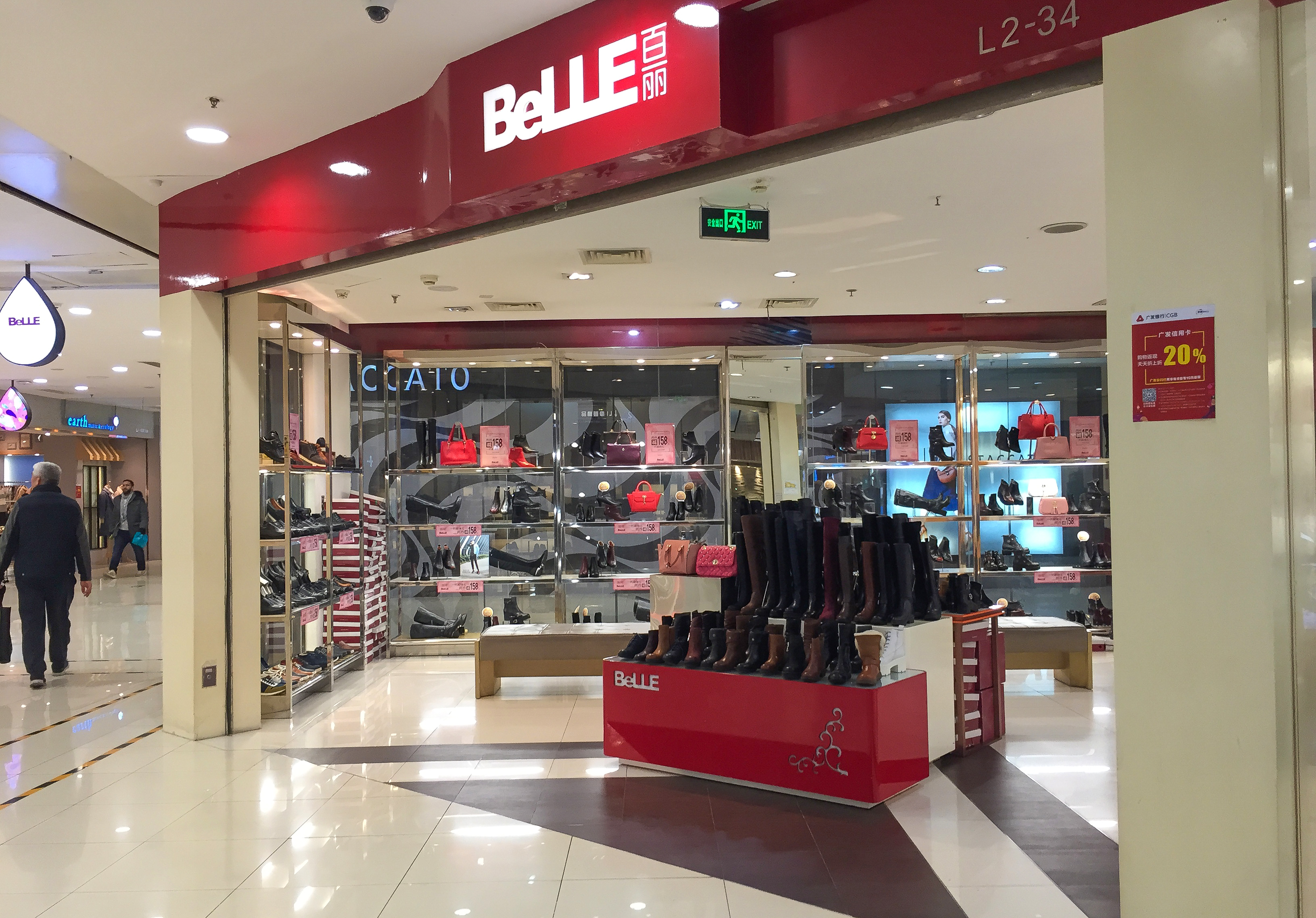
一间百丽门店

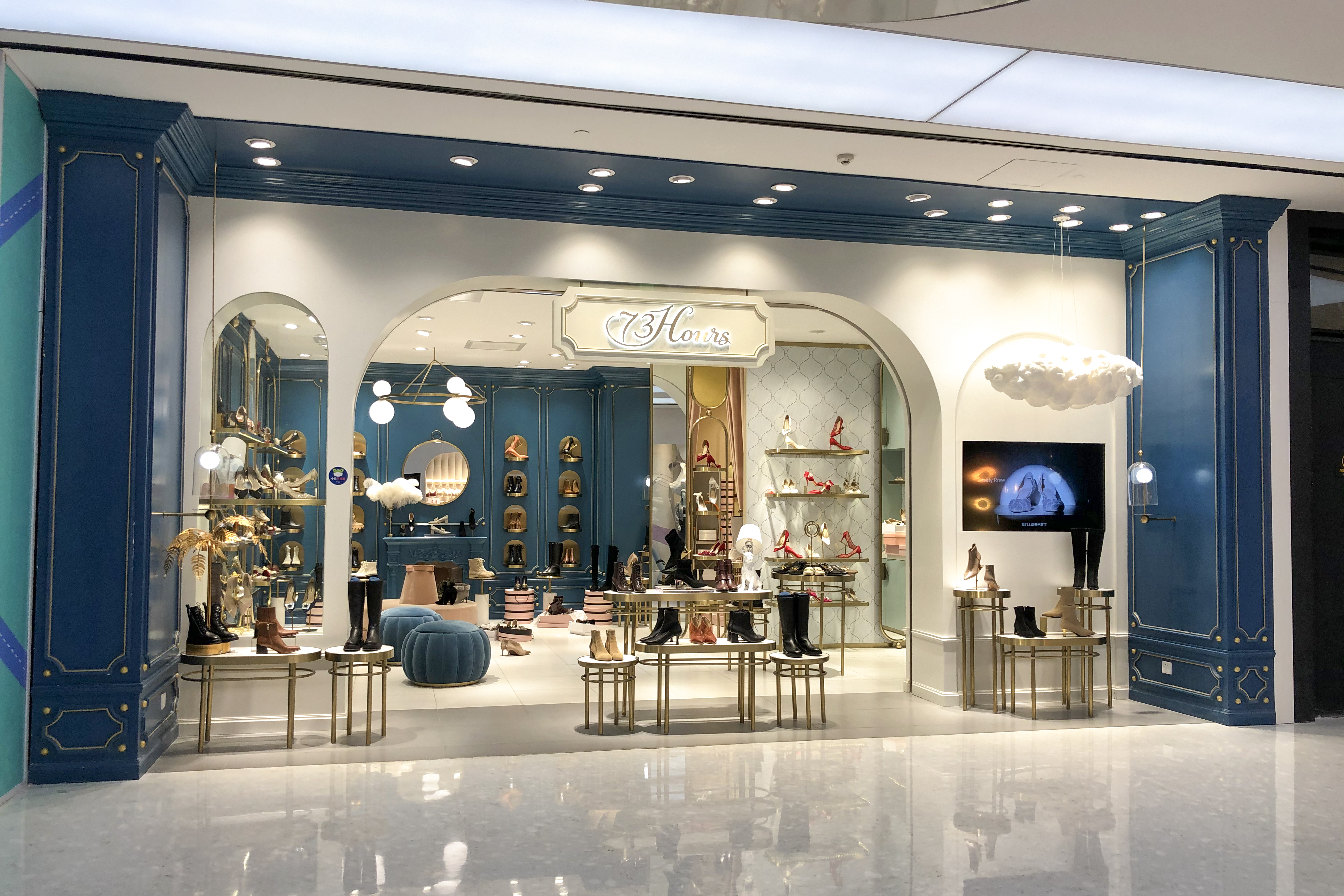
高跟73小时（73Hours）门店

- 百丽（BeLLE）
- Initial
- 思加图（STACCATO）
- 他她（TATA）
- 天美意（TEENMIX）
- 百思图（BASTO）
- 森达（SENDA）
- 真美诗（Joy & Peace）
- 圣伽步（SKAP）
- 妙丽（Millie's）
- Jipi Japa
- MAP
- 美丽宝（MIRABELL）
- 15mins
- 73hours
- Too Many Shoes
- Clarks(擁有鞋履及服飾的分銷權)
- CAT(擁有鞋履及服飾的分銷權)
- Champion(代理)
- BATA(代理)
- Hush Puppies(代理)
- MOUSSY(代理)
- SLY(代理)

## 外部連結
- 百麗國際 （页面存档备份，存于）
- 深圳百丽鞋业有限公司 （页面存档备份，存于）
- 百麗國際天美意淘宝商城[永久]